# Saeb Erekat
Saeb Erekat (en arabe : صائب عريقات), né le 28 avril 1955 et mort le 10 novembre 2020 à Jérusalem, est un diplomate, homme politique et universitaire palestinien considéré comme un proche de Yasser Arafat. Il était le chef des négociateurs palestiniens, pendant la présidence de ce dernier et était le Secrétaire Général du Comité exécutif de l'OLP (depuis 2015). Il était un fervent défenseur de la solution à deux États.

## Carrière
Saeb Erekat est titulaire d'un Bachelor of Arts et d'un Master of Arts de l'université d'État de San Francisco en relations internationales. Il est également titulaire d'un doctorat en Peace Studies de l'université de Bradford en Angleterre. Après son retour en Palestine, il est, entre 1982 et 1986, maître de conférences à l’université An-Najah de Naplouse, la plus grande université palestinienne. 
Il a également travaillé pendant plus de dix ans, jusqu’en 1994, en tant que journaliste et rédacteur en chef du quotidien palestinien Al-Quds.  
Saeb Erekat a été, à plusieurs reprises dans sa jeunesse, fait prisonnier par les forces israéliennes : la première fois à 13 ans, à la suite d’un affrontement avec des soldats israéliens. Il a ensuite été arrêté après avoir ouvert un programme amenant des étudiants de l’université de Haïfa à An-Najah en 1983, et placé en résidence surveillée à plusieurs reprises au cours des premières années de la première Intifada. 
Il a fait partie de toutes les équipes palestiniennes de négociateurs avec Israël, sauf celle qui avait négocié secrètement les accords d'Oslo de 1993.  
Erekat participe aux négociations ratées de Camp David et de Taba.
Il démissionne de son poste de négociateur en mai 2003 mais est réintégré dans ses fonctions au mois de septembre de la même année.
Il participe aux négociations initiés par les présidents américains George W. Bush et Barack Obama, qui se sont également avérées infructueuses.
Ses détracteurs se moquaient de lui en arguant qu’il était devenu un « professionnel des négociations qui n’aboutissaient jamais ». Contraint de constater l’impasse de cette longue phase de négociations avec l’État hébreu, Saëb Erekat avait durci le ton, au fil du temps, tout en se déclarant attaché aux accords avec Israël. Ainsi, il se refusait à considérer que les accords d’Oslo, dont il attribuait l'échec à l'intensification de la colonisation israélienne de la Cisjordanie, aient été « une erreur ».  « Qu’y a-t-il de mauvais à s’asseoir autour d’une table pour résoudre un conflit et enrayer la violence? »  s’interrogeait-il.
En l'absence de négociations de paix, Erekat et la diplomatie palestinienne mène une campagne de pression diplomatique contre Israël à travers les institutions internationales, en particulier aux Nations Unies et dans l'Union européenne. 
Il démissionne le 12 février 2011 après le scandale des Palestine papers révélés par Al-Jazeera. Ces documents révèlent les concessions significatives faites par l’Autorité palestinienne en faveur de l’État israélien lors des négociations sur des questions essentielles, notamment le sort des réfugiés. 
Représentant du gouvernorat de Jéricho au Parlement de Palestine depuis 1996, il est également secrétaire général de l'OLP. 
Erekat souffre de fibrose pulmonaire et subit une greffe pulmonaire en 2017 aux États-Unis.
En octobre 2020, à la suite de sa contraction de la maladie à Covid-19, il est hospitalisé en état critique à l'hôpital Hadassah de Jérusalem, en Israël et est placé sous assistance respiratoire. Son hospitalisation a été retardée en raison des difficultés mises par les Israéliens à tout transfert sanitaire. Des personnalités de la droite et de l’extrême droite israéliennes ont dénoncé l’accueil d'un « ennemi » dans un hôpital israélien. Il décède le 10 novembre à la suite de complications de la maladie à Covid-19.

## Positions politiques
Saeb Erekat était convaincu que le conflit entre Israël et les Palestiniens ne pourrait être résolu qu’à travers des négociations. Il défendait la solution à deux États.
Figure modérée et laïque, Saëb Erekat était un farouche opposant au Hamas, mais défendait la réconciliation entre l'OLP et le mouvement islamiste.
Au cours de la seconde intifada, Erekat qualifie l'opération militaire israélienne de 2002 à Jénine de « massacre » et de « crime de guerre ». Selon le négociateur israélien Yossi Beilin, Erekat « a toujours été contre le recours à la violence. Il a soutenu d'autres moyens de faire pression sur Israël — des moyens diplomatiques — mais il était totalement contre la deuxième Intifada et a fait de son mieux pour combler le fossé entre les Israéliens et les Palestiniens ».
Erekat s'oppose à la normalisation de pays arabes avec Israël initié par les accords d'Abraham. Il déclare : « La normalisation avec l'occupation israélienne constitue un couteau dans le dos, permettant [le déversement] du sang palestinien[réf. nécessaire] ». Selon lui, ces accords « minent la possibilité de la paix » israélo-palestinienne et « renforcent les extrémistes », tant chez les Israéliens que chez les Palestiniens, les uns pensant ne plus avoir besoin à négocier avec les Palestiniens et les autres ne plus avoir à attendre quoi que ce soit d’Israël[réf. nécessaire].
Sa vision pour la paix et la construction d'un État palestinien reposait sur sept axes : la réconciliation entre les factions politiques palestiniennes, l'approbation de l’OLP comme le seul représentant légitime du peuple palestinien, renforcer la résolution des Palestiniens sur leurs terres, l'élection d'un Conseil national palestinien représentant l’ensemble du peuple palestinien, faire des urnes la référence quelle que soit les différends, consolider le principe d’interdiction des querelles intestines et enfin  compter sur la légitimité et le droit international, notamment la décision de l’ONU de reconnaître la Palestine comme un « État observateur non-membre », ce qui fut acquis en 2012.